# اشلی گراهام (مدل)
 اشلی گراهام (به انگلیسی: Ashley Graham) (زاده ۳۰ اکتبر ۱۹۸۷) مدل پلاس سایز و مجری تلویزیونی آمریکایی است.
وی در موزیک ویدئوی ترانه‌های دخترایی مثل تو و مسواک حضور داشته است.